# مورجوكار (مارغون)
مورجوکار (بالفارسية: مورجوکار) هي قرية تقع في إيران في قسم مارغون الريفي. يقدر عدد سكانها بـ 70 نسمة بحسب إحصاء 2016.